# Orange Walk People's Stadium
 (avril 2025).
Si vous disposez d'ouvrages ou d'articles de référence ou si vous connaissez des sites web de qualité traitant du thème abordé ici, merci de compléter l'article en donnant les références utiles à sa vérifiabilité et en les liant à la section « Notes et références ».
Le Orange Walk People's Stadium est un stade de football situé à Orange Walk Town, au Belize. Ses clubs résidents sont le San Felipe Barcelona et la Juventus.